# Башков Микола Іванович
Микола Іванович Башков (нар. 1913, село Долбіно, тепер Бєлгородської області, Російська Федерація — ?) — український радянський діяч, бригадир слюсарів-складальників Харківського заводу транспортного машинобудування імені Малишева Харківської області. Депутат Верховної Ради СРСР 6-го скликання.

## Життєпис
Народився 1913 року в родині робітника. Освіта неповна середня. У 1932 році закінчив школу фабрично-заводського навчання.
З 1932 року — слюсар-складальник, змінний майстер дільниці, старший майстер, заступник начальника цеху, начальник дільниці із складання компресорів Харківського заводу транспортного машинобудування Харківської області.
З 1953 року — бригадир слюсарів-складальників дизелів для тепловозів Харківського заводу транспортного машинобудування імені Малишева Харківської області. Раціоналізатор, ударник комуністичної праці.

## Нагороди
- дві медалі «За трудову доблесть»
- медалі
- значок «Відмінник соціалістичного змагання УРСР»